# 백나일강

나일강의 두 지류

백나일강(白나일江, 아랍어: النيل الأبيض an-nīl al-'abyaḍ[*], 영어: White Nile)은 청나일강과 함께 나일강의 주요 지류 중 하나이다. 빅토리아호와 앨버트호 그리고 에드워드호로부터 수원을 갖는다. 북쪽으로 우간다를 가로지르며 흐르다가 수단의 하르툼에서 청나일강(靑-)과 합쳐진다.
이러한 이유에서 백나일강으로 들어가는 호수들의 지류들이 빅토리아 나일(영어: Victoria Nile), 앨버트 나일 등의 이름으로 불리기도 한다.

## 같이 보기
- 청나일강: 합류하여 나일강의 본류를 이룬다.
- 카게라강
- 아프리카의 대호수